# Mysteriet Edvin Drood
Mysteriet Edvin Drood (engelska: The Mystery of Edwin Drood) är en amerikansk mysteriefilm från 1935 i regi av Stuart Walker. I huvudrollerna ses Claude Rains, David Manners, Heather Angel, Valerie Hobson och Douglass Montgomery. Det är den tredje filmatiseringen (den första ljudfilmen) av Charles Dickens oavslutade roman med samma namn. Filmens manus serverar sitt eget svar på mysteriet kring Edwin Droods öde, då Dickens oavslutade bokmanus lämnat frågan öppen.

## Rollista
- Claude Rains - John Jasper
- David Manners - Edwin Drood
- Heather Angel - Rosa Bud
- Valerie Hobson - Helna Landless
- E.E. Clive - Borgmästare Sapsea
- Francis L. Sullivan - Pastor Crisparkle
- Douglass Montgomery - Neville Landless
- Walter Kingsford - Mr. Grewgious
- Zeffie Tilbury - Prinsessan Blossare